# Ruben Radica
Ruben Radica (Split, 19. svibnja 1931. – Zagreb, 28. srpnja 2021.), hrvatski skladatelj, glazbeni pedagog i akademik.
Unuk je poznatog hrvatskog skladatelja Josipa Hatzea. Bio je istaknuti avangardist koji je radikalnim eksperimentiranjem stvorio vlastiti stil usredotočen na strukturalizam s posebnom sklonošću sintetiziranju vodoravnog i okomitog načina glazbenoga mišljenja. Skladao je scensku, simfonijsku i komornu glazbu.

## Životopis
Ruben Radica je temeljna glazbena znanja dobio od svoga djeda, skladatelja Josipa Hatzea. Na Muzičkoj akademiji u Zagrebu završio je studij dirigiranja u razredu prof. Slavka Zlatića (1957.) i kompozicije u razredu prof. Milka Kelemena (1958.). U kompoziciji se usavršavao kod Vita Frazzija na Glazbenoj akademiji Chigiana (tal. Accademia Musicale Chigiana) u Sieni, Renéa Leibowitza i Oliviera Messiaena u Parizu te kod Györgyja Ligetija, Pierrea Bouleza i Henrija Pousseura na Međunarodnim ljetnim tečajevima za Novu glazbu (njem. Internationale Ferienkurse für neue Musik) u Darmstadtu. 
Bio je član Hrvatskoga društva skladatelja i redoviti ćlan Hrvatske akademije znanosti i umjetnosti.

## Djela (izbor)
- Izdaleka, tri stavka za gudački orkestar (1953.)
- Varijacije za flautu i jedanaest gudača (1955.)
- Koncert za komorni orkestar, (1956.)
- Concerto grosso za gudački komorni ansambl i orkestar (1957.)
- Četiri dramatska epigrama za klavirski kvintet (1959.)
- Concerto abbreviato za orkestar i obligatni violončelo (1960.)
- Formacije, medijski balet (1963.)
- 19 & 10, interferencije za recitatora, zbor i orkestar (1965.)
- Per se I za komorni orkestar i Martenotove valove (1968.)
- Extensio za orkestar i klavir (1973.)
- K a za dvije instrumentalne skupine i sintetizator (1977.)
- Alla madrigalesca za mješoviti zbor i orgulje (1978.)
- Pasija za bariton i tri instrumentalne skupine (1981.)
- Barocchiana za malu trubu i gudače (1984.)
- Prazor, misterij u deset prizora za glazbenu pozornicu prema istoimenoj poemi Jure Kaštelana (1990.)
- Božanski otvori srca, tri koncertantna ronda za orkestar i obligatne instrumente (1999.)
- Poème crépusculaire za gudački kvartet (2004.)
- Litaniae Sanctorum pro Papa Ioanne Paulo za komorni orkestar (2005.)

## Nagrade i priznanja
- 1973. – godišnja nagrada "Vladimir Nazor" za skladbu Extensio[5]
- 1978. – Vjesnikova nagrada "Josip Štolcer Slavenski" za skladbu K a[5]
- 1991. – Vjesnikova nagrada "Josip Štolcer Slavenski" za misterija za glazbenu pozornicu Prazor[5]
- 1995. – orden Reda Danice hrvatske s likom Marka Marulića[5]
- 2010. – nagrada "Vladimir Nazor" za životno djelo[1][5]

## Vanjske poveznice
- LZMK / Hrvatska enciklopedija: Radica, Ruben
- Hrvatsko društvo skladatelja: Radica, Ruben (životopis)
- HDS ZAMP – Baza autora: Ruben Radica (popis djela)
- Hrvatska akademija znanosti i umjetnosti: Radica Ruben, akademik
- Ruben Radica na Discogsu